# Ігри нескорених 2016
Ігри нескорених (англ. Invictus Games) — це міжнародні ігри в паралімпійському стилі.

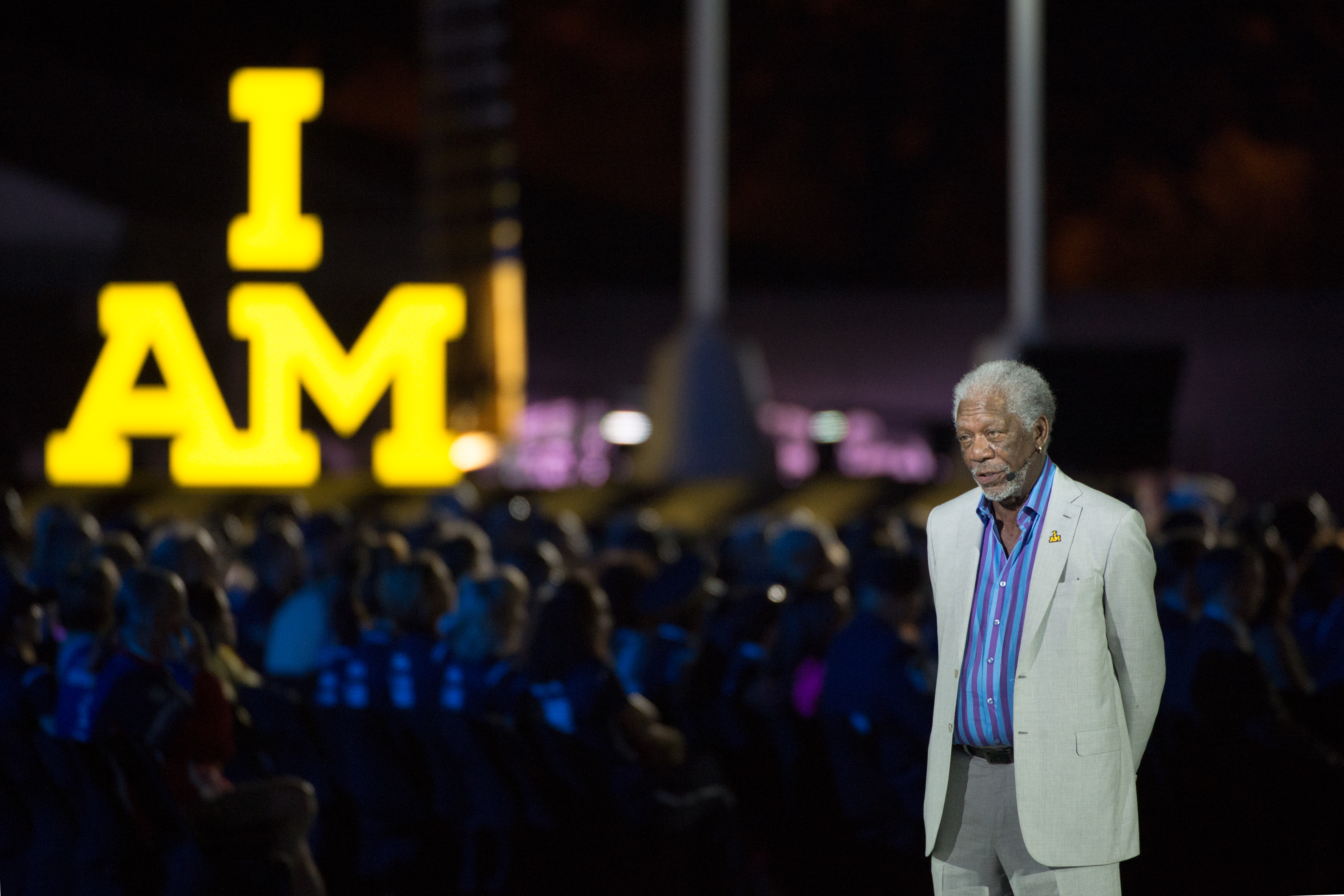
Лауреат премії «Оскар» актор Морган Фрімен промовляє на церемонії відкриття Ігор нескорених 2016 в Орландо, штат Флорида

14 липня 2015 року Принц Гаррі, покровитель Фонду Ігор нескорених, оголосив, що Ігри 2016 року будуть проходити з 8 по 12 травня 2016 року в ESPN Wide World of Sports Complex в Орландо (Флорида).
28 жовтня 2015 року, Принц Гаррі і перша леді США Мішель Обама та друга леді Джилл Байден відкрили Ігри нескорених 2016 на базі Fort Belvoir.

## Оргкомітет

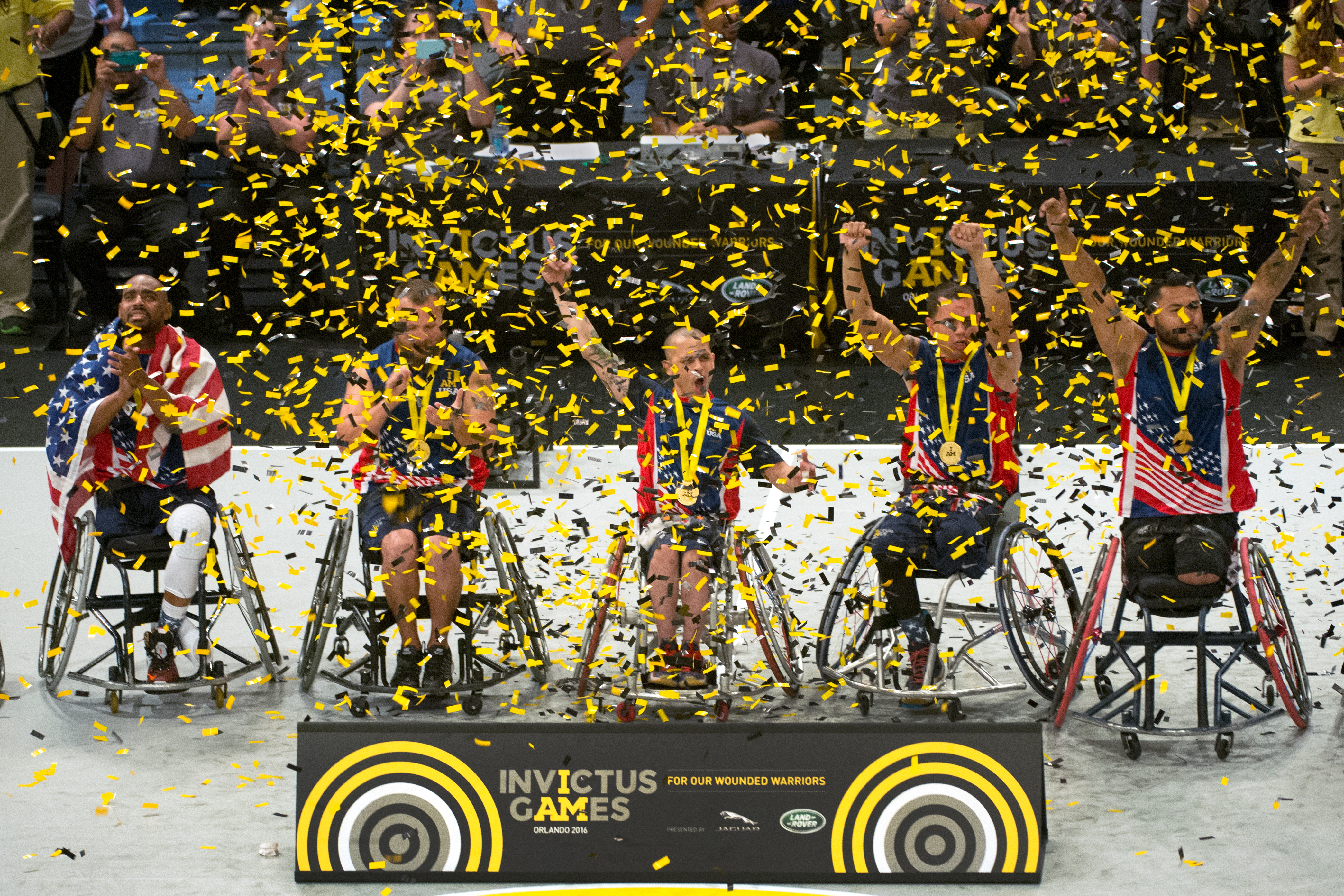
Команда США з баскетболу на візках святкує свою золоту медаль Ігор нескорених 2016

Задля проведення у США Ігор нескорених, було створено організацію Military Adaptive Sports Inc. (MASI).
Члени правління Military Adaptive Sports Inc. (MASI):
- Голова: Кен Фішер (Ken Fisher), голова та виконавчий директор Fisher House Foundation[5]
- Джеррі Берн (Gerry Byrne), також член правління багатьох неприбуткових організацій (Fisher House, The Bob Woodruff Foundation, Veterans Advantage тощо)
- Пол Буха (Paul W. Bucha), ветеран в'єтнамської війни
- Мартін Еледьман (Martin L. Edelman)
- Бронвен Еванс (Bronwen Evans), засновник і CEO у True Patriot Love Foundation (TPL) в Канаді, яка займається збором коштів для сімей військовослужбовців
- Девід Фокс (David Fox), колишній старший партнер у Greenwich Associates
- Майкл Гейні (Michael Haynie), заступник директора Сиракузького університету
- Чарлі Г'юбнер (Charlie Huebner), віце-президент з паралімпійського розвитку у U.S. Olympic and Paralympic Foundation (USOPF).
- Реймонд Келлі (Raymond W. Kelly)
- Донна Шалала (Donna E. Shalala), президент і CEO У Clinton Foundation
- Крісті Сміт (Christie Smith), PhD, Deloitte
- Жаклін Вайс (Jacqueline A. Weiss), Fisher Brothers
- Монтел Вільямс (Montel Williams)

## Запрошені країни
Всі 14 країн ігор 2014 року були запрошені, новою була запрошена лише Йорданія.